# Триколірні Стріли
«Фречче Триколорі» (італ. Frecce Tricolori, дослівно «Триколірні Стріли»), офіційно відома як 313 акробатична тренувальна група, національна пілотажна команда Frecce Tricolori (італ. 313° Gruppo Addestramento Acrobatico, Pattuglia Acrobatica Nazionale (PAN) Frecce Tricolori) — демонстраційна пілотажна група ВПС Італії. Маючи десять літаків (дев'ять у щільному строю і один соліст), група є найбільшим у світі акробатичним патрулем, і найвідомішим завдяки своїй програмі виступу, що включає близько двадцяти аеробатичних номерів і триває близько півгодини. Команда є одним із національних символів Італії.  Базується на аеродромі Ріволто, провінція Удіне.

## Історія
Frecce Tricolori була створена як офіційна група для навчання пілотів ВПС повітряній акробатиці, прийшовши на зміну численним неофіційним командам, що існували на той момент в Італії . Лідер аеробатичної групи «Diavoli Rossi» майор Маріо Скварчіна отримав доручення Генерального штабу ВПС Італії заснувати Національний пілотажний патруль (італ. Pattuglia Acrobatica Nazionale), в якому були б представлені пілоти з усіх підрозділів ВПС. 313 пілотажна навчальна група була заснована 1 березня 1961 року на авіабазі Ріволто. Того ж дня до Ріволто з Гроссето прибули 6 літаків North American F-86 Sabre 4-ї авіабригади. 1 травня 1961 року команда здійснила свій перший офіційний виступ в аеропорту Тренто-Гардоло з нагоди авіашоу, організованого місцевим аероклубом .
На F-86 Sabre «Триколірні Стріли» літали до 1963 року. В тому ж році кількість літаків була збільшена до десяти, також на них було встановлено обладнання для використання кольорового диму. Наступного року група отримала нові літаки — винищувачі-бомбардувальники Fiat G.91PAN, на яких літала до 1982 року, коли вони були замінені Aermacchi MB-339 A/PAN MLU, що використовуються і донині.
28 серпня 1988 року під час виступу групи на авіабазі Рамштайн сталася катастрофа, у якій через зіткнення літаків команди загинуло троє пілотів і 67 глядачів. Двоє з трьох загиблих пілотів, Маріо Налдіні та Іво Нутареллі, через кілька днів мали дати свідчення на суді у справі рейсу 870 авіакомпанії Itavia. Це стало причиною різноманітних підозр і теорій змови щодо справжніх причин катастрофи у Рамштайні .
У 2000 році загальний час нальоту «Триколірних Стріл» на Aermacchi MB-339 досяг 50 000 годин. 8 вересня 2007 року Frecce Tricolori взяли участь у похоронах Лучано Паваротті в Модені та вшанували його прольотом, залишаючи зелено-біло-червоні димові сліди.

## Літаки і шоу
Команда літає на Aermacchi MB-339-A/PAN, двомісних навчально-бойових літаках, здатних розвивати швидкість до 898 км/год. Типові для цієї моделі паливні баки на кінцях крил видалені, оскільки вони знижують акробатичні показники літака і ускладнюють політ у щільному строю, частково заважаючи огляду .
У оформленні група використовує смугу кольорів італійського прапору, яка перетинає борт літака на фоні савойського синього кольору. Черевна частина літака має світло-сірий колір, номери нанесені на жовті наліпки.
Під час виступів акробатичний патруль зазвичай складається з дев'яти літаків, що мають позивний «Pony» («Поні») і номер. 
Назва «Поні» була придумана тодішнім капітаном Зено Тасіо на честь символа 4 авіакрила. . Залежно від потреб, кількість літаків може досягати 11.
- Поні-0 — командир
- Поні-1 — лідер
- Поні-2 — 1-й лівого флангу
- Поні-3 — 1-й правого флангу
- Поні-4 — 2-й лівого флангу
- Поні-5 — 2-й правого флангу
- Поні-6 — 1-й замикаючий
- Поні-7 — 3 й лівого флангу
- Поні-8 — 3-й правого флангу
- Поні-9 — 2-й замикаючий
- Поні-10 — соліст
- Поні-11 — керівник з аеробатичної підготовки

Frecce Tricolori має три види шоу-програми: «висока», «низька» та «пласка», залежно від погодних умов та особливостей місця виступу. Висока програма обирається, коли нижня межа хмар знаходиться вище за 1000 м, і характеризується виконанням аеробатичних фігур повністю на вертикальній площині. Низька програма використовується, коли хмари не вищі за 500—600 м, і в такому разі вертикальні маневри не виконуються. Плаский варіант включає лише прості стройові маневри на низькій висоті. За можливості, виступи завершуються тим, що група у повному складі малює в небі кольоровим димом п'ятикілометровий триколор Італії під акомпанемент арії «Nessun dorma» у виконанні Лучано Паваротті, що лунає з динаміків на землі.

## Інциденти
Нижче наведено список аварій, які сталися з пілотами «Frecce Tricolori»: 
| Пілот                        | Літак        | Позиція | Обставини     | Результат                                                         | Місце                | Дата            |
| ---------------------------- | ------------ | ------- | ------------- | ----------------------------------------------------------------- | -------------------- | --------------- |
| Массімо Раффаело Скала       | F-86E Sabre  | Поні-3  | Тренування    | Загинув                                                           | Авіабаза Ріволто     | 3 травня 1961   |
| Джанні Пінато                | F-86E Sabre  | Поні-4  | Тренування    | Вижив                                                             | Авіабаза Ріволто     | 3 травня 1961   |
| Джанбаттіста Чеолетта        | F-86E Sabre  |         | Тренування    | Вижив                                                             | Авіабаза Ріволто     | 21 серпня 1961  |
| Мауро Вентуріні              | F-86E Sabre  |         | Тренування    | Загинув                                                           | Авіабаза Ріволто     | 30 серпня 1961  |
| Еудженіо Колуччі             | F-86E Sabre  | Поні-5  | Авіашоу       | Загинув                                                           | Форлі                | 5 травня 1963   |
| Енніо Антіколі               | F-86E Sabre  | Поні-8  | Авіашоу       | Вижив                                                             | Форлі                | 5 травня 1963   |
| Рафаель Д'Андретта           | Fiat G.91PAN | Поні-3  | Тренування    | Загинув                                                           | Авіабаза Ріволто     | 22 березня 1967 |
| Джанкарло Бонолло            | Fiat G.91PAN | Поні-6  | Тренування    | Вижив                                                             | Бертіоло             | 12 грудня 1969  |
| Валентино Янса               | Fiat G.91PAN | Поні-9  | Тренування    | Загинув                                                           | Пальманова           | 22 вересня 1971 |
| Анджело Гейс                 | Fiat G.91PAN | Поні-7  | Авіашоу       | Загинув                                                           | Пратіка ді Маре      | 2 червня 1973   |
| Антоніо Галлу                | Fiat G.91PAN | Поні-4  | Авіашоу       | Вижив                                                             | Пратіка ді Маре      | 2 червня 1973   |
| Сандро Сантиллі              | Fiat G.91PAN | Поні-9  | Тренування    | Загинув                                                           | Авіабаза Ріволто     | 14 березня 1974 |
| Івано Поффе                  | Fiat G.91PAN | Поні-7  | Тренування    | Загинув                                                           | Авіабаза Ріволто     | 14 березня 1974 |
| Граціано Каррер              | Fiat G.91PAN | Поні-2  | Тренування    | Загинув                                                           | Авіабаза Ріволто     | 12 липня 1978   |
| Андреа Ді Паолі              | Fiat G.91PAN | Поні-4  | Тренування    | Вижив                                                             | Авіабаза Ріволто     | 12 липня 1978   |
| П'єргіанні Петрі             | Fiat G.91PAN | Поні-2  | Авіашоу       | Загинув                                                           | Мілденхолл (Англія)  | 27 травня 1979  |
| Віто Поска                   | Fiat G.91PAN | Поні-4  | Тренування    | Вижив                                                             | Ріволто              | 9 квітня 1980   |
| Паскуаліно Горга             | Fiat G.91PAN | Поні-7  | Тренування    | Не постраждав                                                     | Тревізо              | 29 червня 1981  |
| Антоніо Галлус               | Fiat G.91PAN | Поні-1  | Тренування    | Загинув                                                           | Авіабаза Ріволто     | 2 вересня 1981  |
| Фабіо Броведані              | Fiat G.91PAN | Поні-2  | Тренування    | Вижив                                                             | Авіабаза Ріволто     | 2 вересня 1981  |
| Віто Поска                   | MB-339PAN    | Поні-1  | Перебазування | Вижив                                                             | К'юзафорте           | 4 вересня 1984  |
| Джон Мільо                   | MB-339PAN    | Поні-11 | Тренування    | Загинув                                                           | Авіабаза Ріволто     | 20 лютого 1985  |
| Маріо Налдіні                | MB-339PAN    | Поні-1  | Авіашоу       | Загинув                                                           | Рамштайн (Німеччина) | 28 серпня 1988  |
| Джорджіо Алессіо             | MB-339PAN    | Поні-2  | Авіашоу       | Загинув                                                           | Рамштайн, Німеччина  | 28 серпня 1988  |
| Іво Нутареллі                | MB-339PAN    | Поні-10 | Авіашоу       | Загинув                                                           | Рамштайн, Німеччина  | 28 серпня 1988  |
| Паоло Скопоні                | MB-339PAN    | Поні-10 | Тренування    | Загинув                                                           | Авіабаза Ріволто     | 12 грудня 1988  |
| Андреа Брага Стефано Коміссо | MB-339PAN    | Поні-9  | Тренування    | Вижили                                                            | Авіабаза Ріволто     | 27 жовтня 2002  |
| Оскар Дель До                | MB-339PAN    | Поні-4  | Зліт          | Пілот вижив, 1 загибла і троє поранених серед цивільних на землі. | Аеропорт Турин       | 16 вересня 2023 |

## Нагороди
- 17 липня 2005 року «Триколірні Стріли» на Royal International Air Tattoo отримали нагороду за найкращий виступ, а принц Фейсал бін аль-Хусейн[en] з Йорданії вручив команді престижну нагороду «Меморіальний меч короля Хусейна» [9].
- 19 серпня 2005 року команда отримала медаль «За повітроплавні заслуги» на Міжнародному авіасалоні в Москві, ставши першою неросійською командою, що одержала цю нагороду [10].
- Під час святкування «Італійського дня якості» (італ. Giornata della Qualità Italia) 2008 року, в якому взяли участь представники Комітету Леонардо[it], Президент Італії вручив Frecce Tricolori «Премію Леонардо» за життєві досягнення [11].
- 7 грудня 2010 року міністр закордонних справ Франко Фраттіні вручив Frecce Tricolori нагороду «Перемога Італії» (Winning Italy Award) 2010 року на знак визнання високої майстерності, досягнутої в просуванні та зміцненні іміджу Італії у світі [12].
- 24 липня 2019 року Frecce Tricolori отримали нагороду RAFCTE Trophy як найкраща іноземна пілотажна команда на Royal International Air Tattoo у Ферфорді, Англія [13].
- 26 березня 2023 року команда була сертифікована Книгою рекордів Гіннеса за найбільшу кількість літальних апаратів у складі пілотажної групи [14].

## Різне
- Команда фігурує у художньому пригодницько-комедійному фільмі 1972 року «Forza „G“» (іт. «Сила g», в англомовному прокаті відомий як «Winged Devils», «Крилаті дияволи», у франкомовному — як «La Patrouille du ciel», «Небесний патруль»). Головний герой фільму вступає до «Триколірних Стріл» і бере участь у повітряних змаганнях.
- Автомобільна компанія Pagani у 2010 році випустила обмежену серію (всього три екземпляри) суперкарів «Pagani Zonda Tricolore» на честь 50-річчя команди [15].

## Галерея

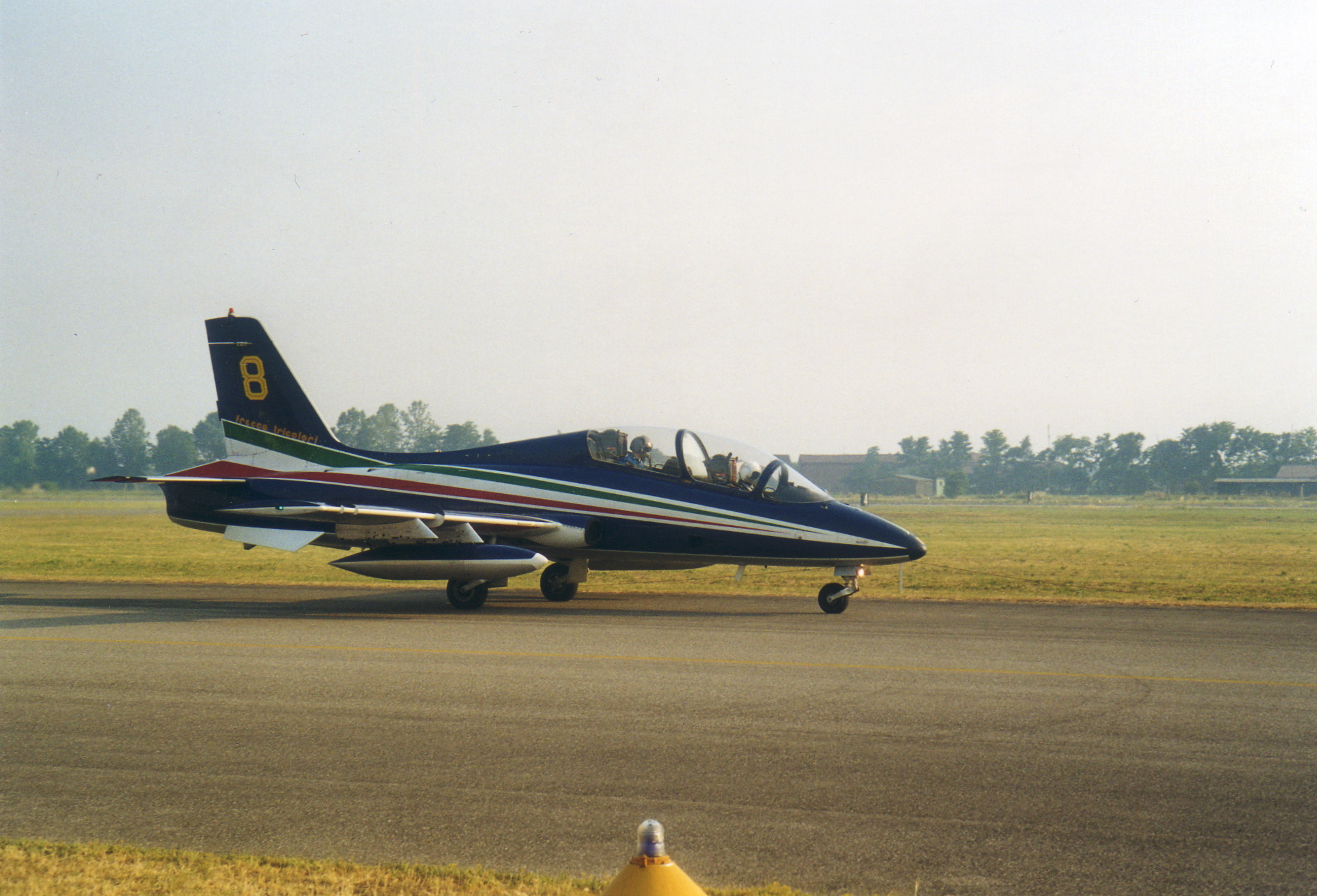
Один з літаків Aermacchi MB-339PAN команди.
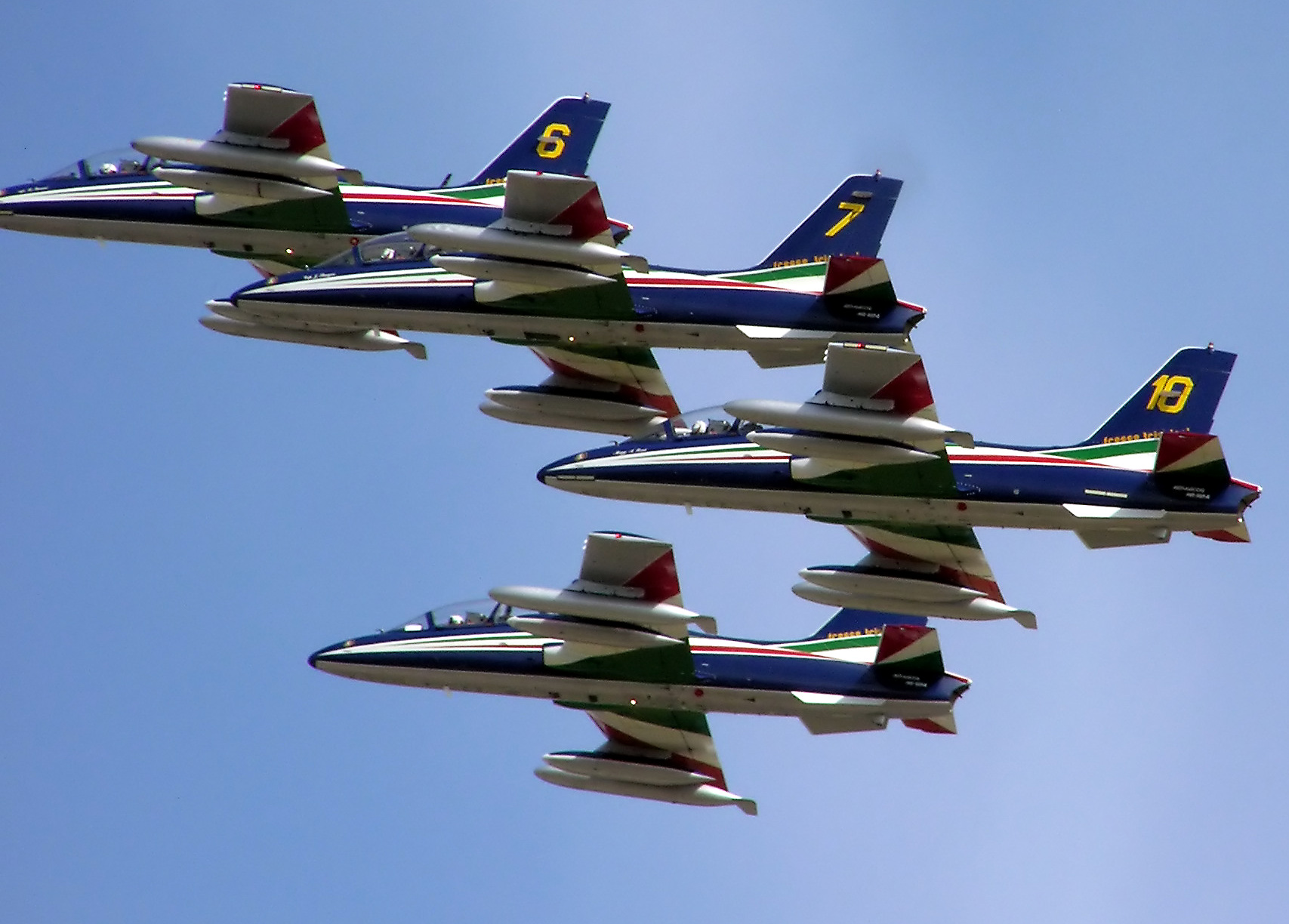
RIAT 2005.
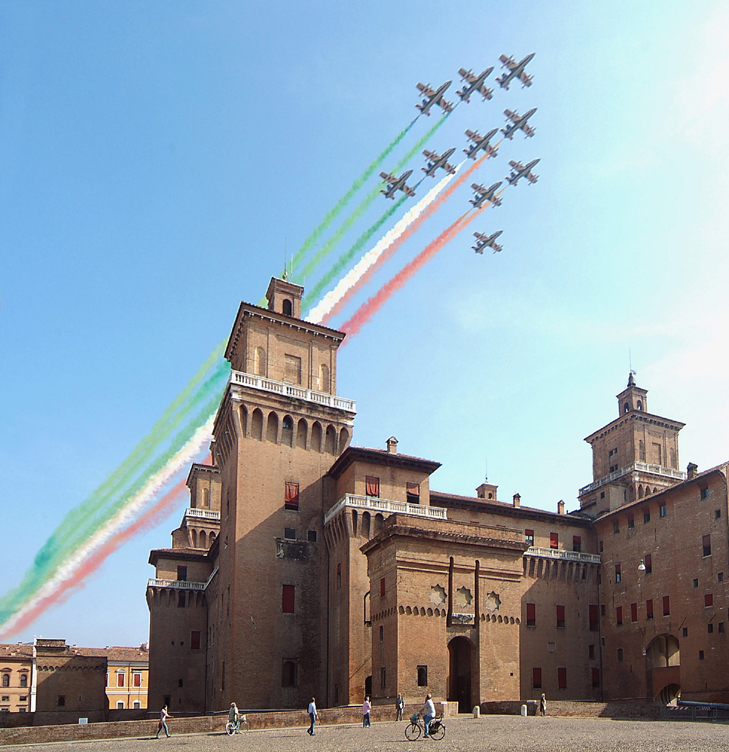
Над Естенським замком, Феррара, 2007 рік.
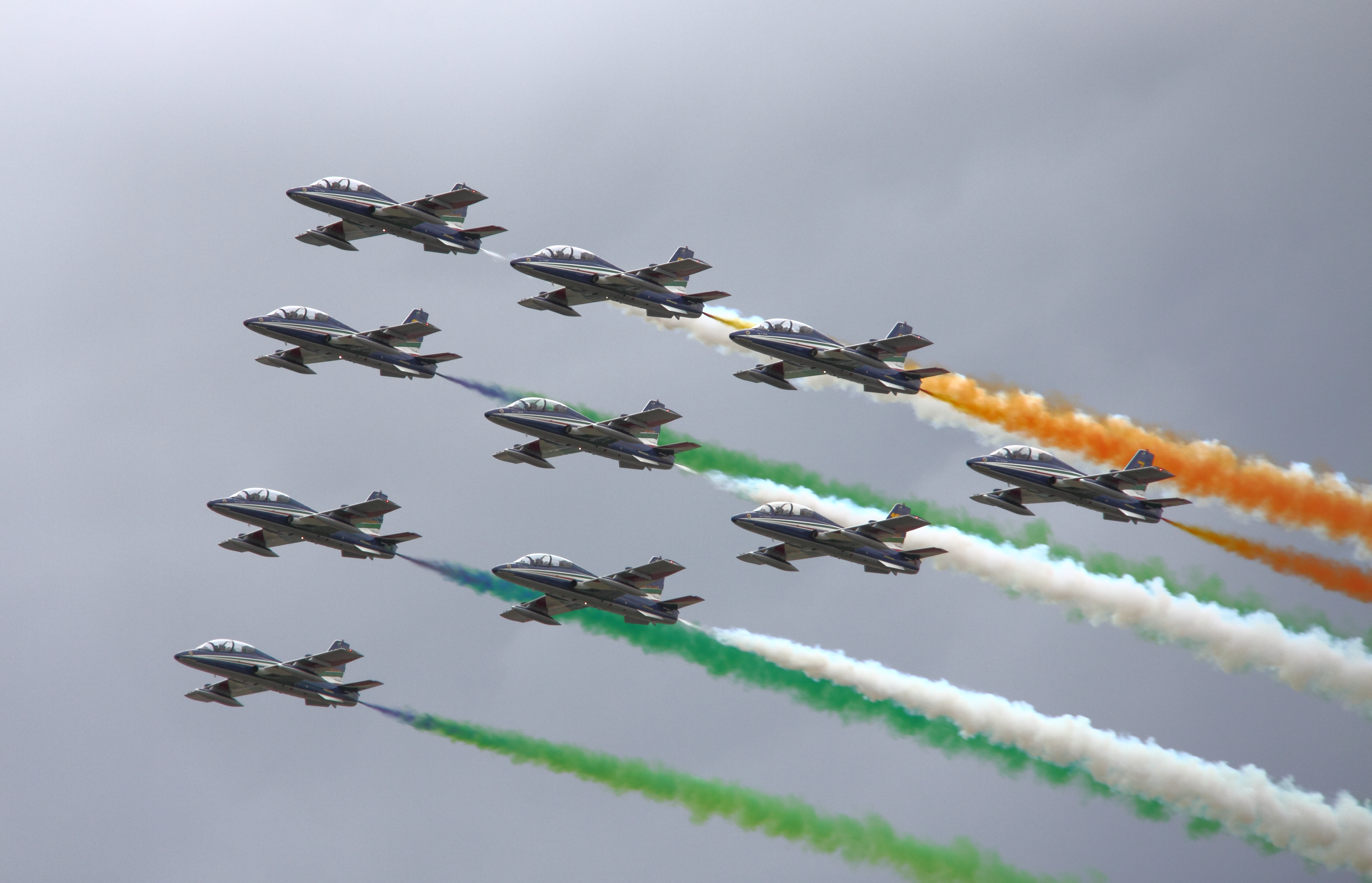
У повному складі на RIAT 2011.
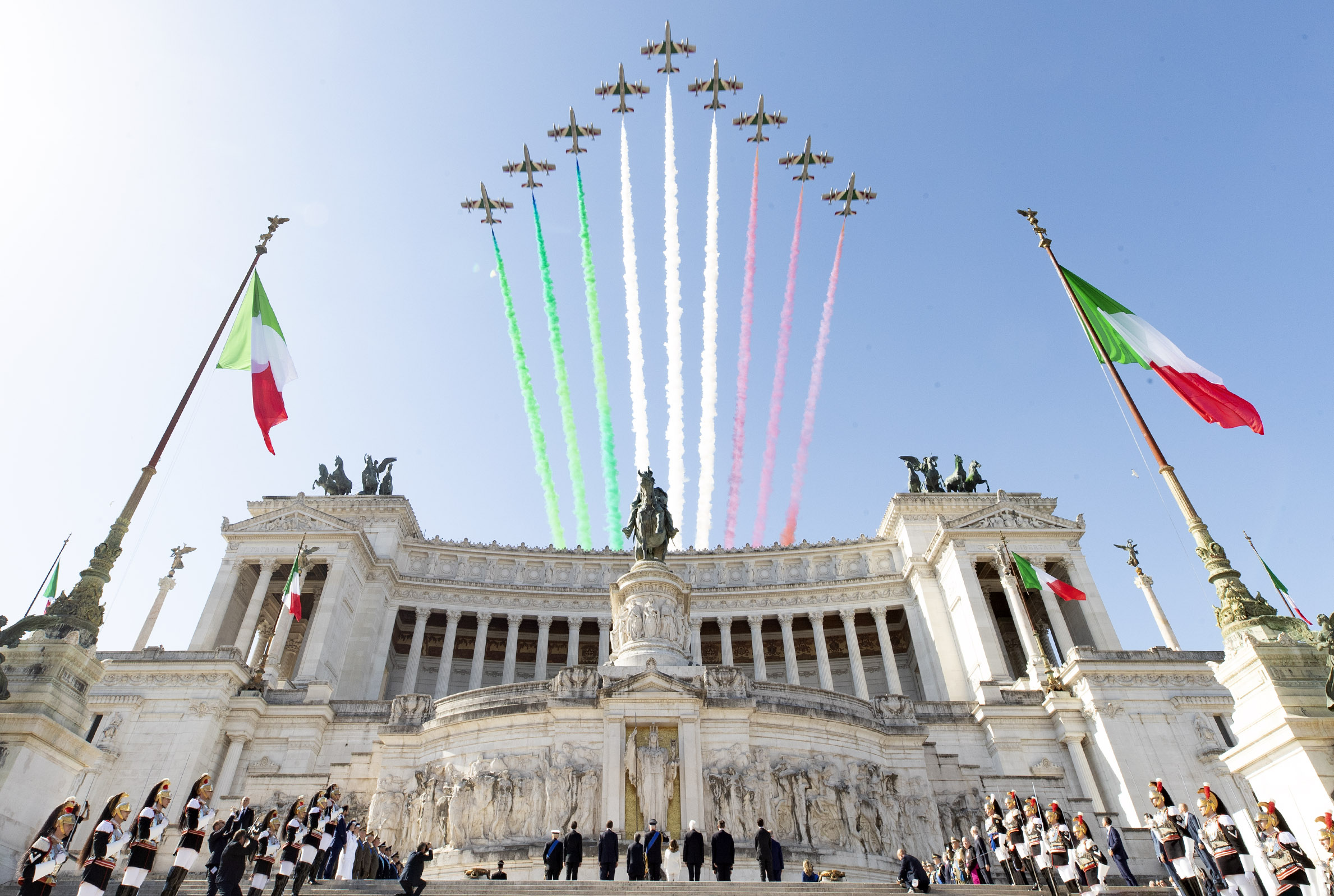
Над монументом Віктора Еммануїла II під час святкування Дня Республіки у 2022 році.